# Juan Luis Castro Córdoba
Juan Luis Castro Córdoba (Medellín, 12 de febrero de 1975) es un médico cirujano, psiquiatra infantil y político colombiano. Es miembro del Partido Alianza Verde y fue elegido por elección popular para integrar el Senado bajo el lema "Juntos por el país".

## Estudios
Juan Luis Castro finalizó sus estudios de secundaria en el colegio San José de la Salle en la ciudad de Medellín. 
En el año 2001, obtuvo el título de médico cirujano en la Universidad Pontificia Bolivariana, en dónde se destacó por su participación como atleta y conoció a la que sería su esposa, Paula, con quien hoy tiene 3 hijos.  
Entre el 2002 y el 2004 se sumó como investigador asociado al Departamento de Psiquiatría del Hospital infantil de Montreal en la Universidad de McGill en Canadá. 
Dentro de sus intereses profesionales siempre estuvo la psiquiatría, por ello en el año 2004 inició la residencia en esa especialidad, en la Escuela de medicina del Hospital Monte Sinaí en Nueva York. 
Para el año 2008 fue jefe de residentes en el Centro de estudios infantiles de Yale, donde además se especializó en Psiquiatría infantil.
Para el año siguiente y por los próximos 4, entre 2009 y 2013, fue director Médico del Programa de Telemedicina para niños de 0 a 19 años (Psych TLC) en el Estado de Arkansas. 
En 2012 mientras aún ejercía como director del programa de telemedicina, ingresó a cursar la Maestría en Salud Pública y Finanzas de la Universidad de Carolina del Norte, en Chapel Hill, Estados Unidos. donde finalmente obtuvo su título de magíster en 2014.

## Trayectoria política
Juan Luis Castro se posesionó como Senador de la República el 20 de julio de 2018 luego de recoger 19.678 votos en las elecciones legislativas que tuvieron lugar ese mismo año. Castro ingresó al Congreso colombiano con el aval del Partido Alianza Verde.
Como senador por el Partido Alianza Verde ha impulsado diferentes proyectos como: La ley de rurales que buscó mejorar las condiciones de calidad y cobertura con las que se presta el servicio de salud en la ruralidad de Colombia; La ley de lactancia materna que buscó fomentar y proteger la práctica de la lactancia materna con la intención de garantizar el derecho a la nutrición sana de la niñez; o la ratificación del convenio 149 de la OIT que pretende mejorar las condiciones laborales de la enfermería.
A lo largo de su desempeño como senador, Juan Luis Castro ha tomado como bandera la protección del medio ambiente y la búsqueda del mejoramiento del sistema de salud, este último, a través de una transformación del enfoque a uno en el que la promoción de hábitos saludables y la prevención de enfermedades sean los indicadores que orienten la política pública. 
El propósito de sus participaciones fuera del marco del Senado han buscado principalmente establecer mecanismos de prevención, vigilancia y sanción de los actos de corrupción que aquejan tanto al sistema de salud como al medio ambiente. De ahí que a mediados de 2019 y luego de procesar una tutela interpuesta por Juan Luis Castro junto con el activista Diego David Ochoa, el Tribunal Superior de Medellín reconociera al Río Cauca como sujeto de derechos, condición de la que, en ese entonces, solo gozaban 4 ríos del mundo.
También es autor del Proyecto de Ley que busca prohibir el Fracking en Colombia y coadyuvante en el proceso judicial que logró la suspensión de esa práctica en el país. Este proyecto además busca que el país de inicio a una transición en la que se evite en su totalidad el uso de combustibles fósiles en un lapso de 15 años.
Renunció a su curul el 24 de agosto de 2021 debido a quebrantos de salud.

## Lazos políticos

### Partidos políticos
A lo largo de su carrera ha representado los siguientes partidos:
| Partido político      | Fecha Inicio            | Fecha Fin               |
| Partido Liberal       | 14 de enero de 2014     | 10 de diciembre de 2017 |
| Partido Alianza Verde | 11 de diciembre de 2017 |                         |

### Cargos públicos
Entre los cargos públicos ocupados por Juan Luis Castro Córdoba, se identifican:
| Cargo público           | Partido político      | Fecha Inicio        | Fecha Fin            |
| Senador de la República | Partido Alianza Verde | 20 de julio de 2018 | 24 de agosto de 2021 |